# Tussen jou en mij
Tussen jou en mij is een lied van de Nederlandse zangers Waylon en Jan Smit, uitgegeven onder de naam Willem & Jan. Het werd in 2022 als single uitgebracht en stond in hetzelfde jaar als achtste track op het album Gewoon Willem van Waylon en als vierde track op het album Boven Jan van Jan Smit.

## Achtergrond
Tussen jou en mij is geschreven door Willem Bijkerk, Joost Marsman en Sander Rozeboom en geproduceerd door Marsman en Rozeboom. Het is een nummer uit het genre nederpop. Het lied gaat over terugblikken over je jeugd en specifiek over een persoon uit je jeugd die je uit het oog verliest, maar zodra je deze weer ziet dat het weer als vanouds voelt. Waylon had het nummer al eerder geschreven en vond daarna dat het mooi zal zijn als duet, waarvoor hij snel Jan Smit in gedachten had. De twee artiesten hadden nog niet eerder op een hitsingle samengewerkt, maar Waylon had wel al eerder zijn bijdrage geleverd aan de film 2 kleine kleutertjes: Een dag om nooit te vergeten, welke is gemaakt naar een idee van Smit en waar Smit ook zijn muzikale bijdrage aan levert.
Het lied werd een radiohit op de Nederlandse radio. Het werd bij NPO Radio 2 uitgeroepen tot NPO Radio 2 TopSong en bij radiozender 100% NL tot de Hit van 100. De single heeft in Nederland de gouden status.

## Hitnoteringen
De artiesten hadden bescheiden succes met het lied in de Nederlandse hitlijsten. Het piekte op de 31e plaats van de Top 40 en stond zeven weken in deze hitlijst. In de Single Top 100 kwam het tot de 55e plek en was het zes weken te vinden.